# Les Dix Mille Marches
Les Dix Mille Marches, paru en 1991, est un roman de Lucien Bodard, fils d'Albert Bodard, consul à Chengdu. Il s'agit du premier volume de la biographie romancée de la vie de Jiang Qing, quatrième épouse du président Mao Zedong. Il fut suivi du Chien de Mao, paru en 1998.

## Résumé
En 1976, à la mort de Mao, sa femme Jiang Qing veut lui succéder mais elle est arrêtée. Jiang Qing est née dans le Shandong et s'appelait Grue des Neiges. Alors que les Russes installent le communisme, Kang Sheng l'envoie à Shanghai où elle devient l'actrice Pomme Bleue et participe aux émeutes. En 1937, elle quitte Shanghai attaqué par les Japonais et va à Luochan où elle rencontre Mao, devenu leader du parti communiste chinois...

## Accueil critique
Jean-François Josselin du Nouvel Observateur qualifie le roman « d'énorme et un peu fou »

## À voir
- La Vie privée du président Mao